# ام‌ال‌بی شو ۲۲
ام‌ال‌بی شو ۲۲ (به انگلیسی: MLB The Show 22) یک بازی ویدئویی منتشر شده بر اساس لیگ برتر بیسبال آمریکا (ام‌ال‌بی) که توسط استودیو سن دیگو توسعه‌یافته و به‌وسیله سونی اینتراکتیو انترتینمنت منتشر شد. این بازی بر روی پلتفرم‌های پلی‌استیشن ۴، پلی‌استیشن ۵، اکس‌باکس وان، اکس‌باکس سری اکس و سری اس و نینتندو سوئیچ برای اولین بار منتشر شده است. بر روی کاور بازی، شوهی اوهتانی، بازیکن تیم لس آنجلس آنجلز حضور دارد.
برای دومین سال متوالی، نسخه اکس‌باکس بر روی سرویس گیم‌پس بدون هیچ هزینه اضافی در دسترس خواهد بود.